# Prossedi

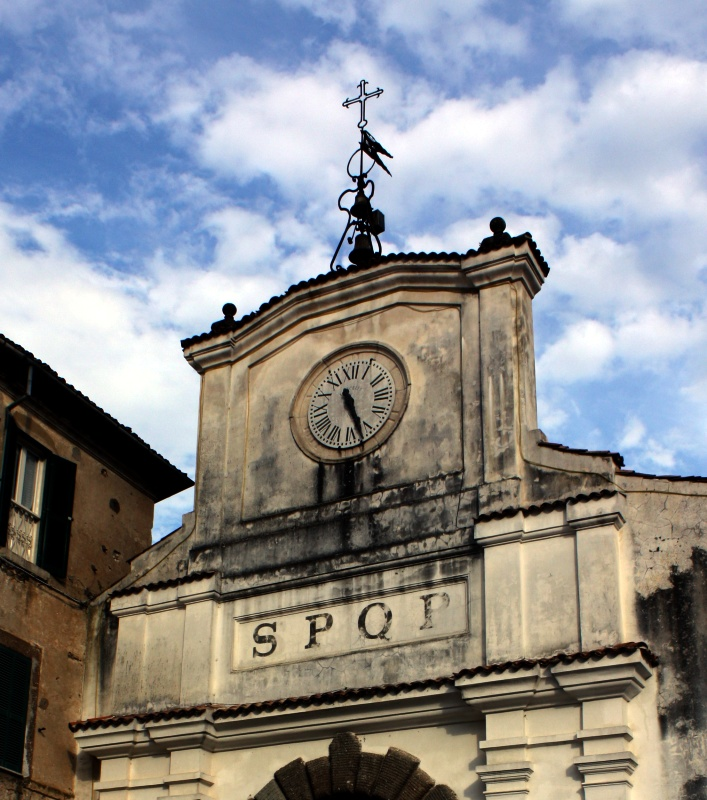
Porta di Piazza Umberto I con orologio pubblico

Prossedi (Prussédi in dialetto locale) è un comune italiano di 1 136 abitanti della provincia di Latina nel Lazio.

## Geografia fisica

### Territorio
Il paese sorge sopra una ripida collina ubicata sui Monti Lepini ed è ben visibile dalla Statale 156, a metà strada fra Priverno e Frosinone.
È attraversato dall'Amaseno (fiume) e dal suo principale affluente, il fiume Monteacuto.
Tra le cime che si elevano è presente il Monte Alto.

### Clima
Classificazione climatica: zona D, 1453 GR/G

## Storia
Già nel periodo pre-romano vennero riscontrate tracce di insediamenti umani, nel territorio di Prossedi. Tali tracce non sono testimoniate da fonti scritte ma da una escursione effettuata sull'altopiano del Borgo si è rivelata l'esistenza di antichi muri, realizzati con pietre di piccole dimensioni che dovevano costituire primitive abitazioni oppure un muro in difesa di un pagus. Una struttura residenziale sorse probabilmente nel territorio prossedano, dove sono stati ritrovati una cospicua quantità di oggetti in terracotta e resti di colonne, forse di un tempio votivo.
Secondo la leggenda, Prossedi sarebbe sorto a seguito della distruzione di Privernum avvenuta per opera dei Romani nel 341 a.C. allorché vi si rifugiarono alcuni fuggiaschi. Più accreditata è l'ipotesi secondo la quale Prossedi è stato fondato da sei famiglie della Privernum antica che si rifugiarono nel VII secolo d.C. su una collina non molto lontana dal paese natio, dalla quale si poteva controllare l'intera valle dell'Amaseno, attraversata molto spesso da nemici ed eserciti stranieri. Questi fuggiaschi costituirono un piccolo villaggio, primo nucleo abitati di Prossedi, chiamato prima semplicemente Castrum e successivamente Persei (dalle sei famiglie privernate che lo fondarono). Di questo fatto si trova testimonianza scritta nel libro La regia et antica Piperno di fra Teodoro Valle da Piperno del 1673 dove si legge che a seguito della distruzione della città, che si trovava in pianura, i suoi abitanti si divisero formando nuovi nuclei abitativi e così nacquero in collina i paesi di Maenza, Sonnino, Roccagorga . Nel corso dei secoli il nome Persei venne sostituito da Proxeudi con probabile riferimento al verbo greco proséidon, "guardare verso", con riferimento alla posizione strategica del paese, dalla cui altura si gode, ancora oggi, della veduta di tutta la valle dell'Amaseno.
La prima fonte storica relativa a Prossedi risale al 1125, anno in cui il paese fu dato alle fiamme dalle truppe del pontefice Onorio II.
La storia del paese è stata segnata da continui passaggi di proprietà tra le famiglie nobiliari. L'ultima famiglia alla quale appartenne Prossedi fu la famiglia Gabrielli che lo acquistò dalla famiglia Altieri nel 1758. Con chirografo del 1º ottobre 1762, Angelo Gabrielli ottenne da papa Clemente XIII il titolo di principe, riunendo i feudi di Prossedi, Pisterzo e Roccasecca dei Volsci in un unico principato. Placido Gabrielli fu il quarto e ultimo principe di Prossedi; il quale, il 2 gennaio 1856 a Parigi, si unisce in matrimonio con Augusta Bonaparte, sua cugina. La madre di Placido ed il padre di Augusta sono fratello e sorella ed entrambi figli di Luciano il fratello di Napoleone I. Dal loro matrimonio non nacquero figli e quando Placido morì il 3 settembre 1911 il patrimonio passò alla famiglia del Gallo di Roccagiovine.
Il centro storico, nonché nucleo originario del paese, si estende con una forma a ferro di cavallo. Il primo nucleo medievale, con un impianto stradale curvilineo e irregolare si sarebbe formato intorno alla chiesa di San Nicola del XIV secolo e al primitivo castello. Il paese è cinto da mura castellane in buono stato e difeso da sei torri. Nelle epoche passate all'interno delle mura si trovavano anche appezzamenti di terra utilizzati per le attività agricole che successivamente, con l'incremento demografico, vennero trasformati in nuovi spazi edificabili. Lo sviluppo edilizio si concluse quando il tessuto urbano assorbì tutti gli spazi edificabili, arrivando con le ultime case ad inglobare le stesse mura ad eccezione di una stretta fascia a sud-est del paese. L'ingresso al paese veniva garantito da due porte: la porta Principale e la porta Nuova. La porta principale si affaccia sul lato sud-est del paese in corrispondenza di piazza Umberto I. Da essa si accede a piazza Plebiscito, caratteristica piazzetta che presenta sul lato destro due archi uno dei quali successivamente chiuso, che formavano un grazioso portico probabilmente sede del dazio in epoca medievale. La porta fu inserita negli edifici circostanti inglobando in parte il suddetto portico. Il territorio di Prossedi è appartenuto storicamente allo Stato Pontificio, sotto la Delegazione apostolica di Frosinone fino al 1870 quando, con la Presa di Roma, venne annesso al Regno d'Italia e confluito sempre nel Circondario di Frosinone.
Con l'istituzione delle province, Prossedi entrò a far parte della novantatreesima provincia italiana, la provincia di Littoria poi divenuta di Latina.
La storia del paese è stata segnata da continui passaggi di proprietà tra famiglie nobiliari.
- 1125: annoverata fra le proprietà terriere di papa Onorio I.
- 1128: seguirono i Conti di Ceccano
- 1391: successivamente divenne di proprietà di Raimondo De Cabanis;
- 1425: ritorna poi alla famiglia Conti
- 1534: poi passa in mano ai Chigi di Siena
- 1544: passa a Luca De Massimi ed Anna De Massimi lo lascia in eredità a suo nipote il cardinale Lorenzo Altieri
- 1726: diviene di proprietà del marchese Livio De Carolis
- 1746: passa al marchese Girolamo Belloni
- 1750: rientra fra le proprietà di Girolamo Altieri
- 1758: per ultimo, diventa di proprietà del marchese Angelo Gabrielli

### Simboli
Lo stemma del Comune di Prossedi è stato concesso con decreto del presidente della Repubblica del 22 giugno 2005.
(D.P.R. 22.06.2005)
Il gonfalone è un drappo di giallo.

## Monumenti e luoghi d'interesse

### Architetture religiose
Chiesa di Sant'Agata
La chiesa di Sant'Agata si erge sull'altura più alta di Prossedi e domina dall'alto l'intero nucleo abitativo. La sua costruzione è cominciata presumibilmente nel 1788 come ampliamento della chiesa precedente edificata nel 1655. Nel corso degli anni è stata sottoposta a diversi restauri, l'ultimo avvenuto nel 2005.
Chiesa di San Nicola
Nel centro storico, lungo Via Roma troviamo la Chiesa di San Nicola, di stile Romanico. Ubicata entro le mura castellane dell'antico borgo di Prossedi, è stata costruita nel secolo XIII in onore di San Nicola ed è la chiesa più antica nel territorio comunale.  In data 31 maggio 1964 papa Paolo VI concedeva la facoltà di poter incoronare con corona d’oro l’immagine di Maria Santissima Avvocata Nostra venerata nella chiesa di San Nicola.
Chiesa di Santa Maria Extra-Moenia
Lungo la Via Principessa Augusta si trova la graziosa chiesetta di Santa Maria extra moenia, meglio conosciuta come “Chiesa della Strammetta”. Essa è realizzata in posizione sopraelevata rispetto al piano stradale e per accedervi occorre salire una piccola ma scenografica scala a due rampe contrapposte, fornite di una elegante balaustra in mattoncini di laterizio. La facciata è del tipo a capanna semplice, con la presenza di un archivolto aggettante, di un modesto oculus e sotto la grondaia di una decorazione aggettante realizzata con mattoncini.
La chiesetta viene costruita nei primi anni del XIX secolo da Pietro Gabrielli come cappella di famiglia e cenotafio dei principi Gabrielli. Infatti nel suo interno si trovano alcune sepolture tra cui quella di Augusta Bonaparte e Placido Gabrielli. La facciata della chiesa è impreziosita dalla presenza di un bellissimo e raffinato mosaico policromo in cui è raffigurata la Madonna con il Bambino tra tralci di rose e di gigli - lilium. Tale mosaico è stato realizzato tra il 1902 e 1905 dal noto mosaicista Adolfo De Carolis su disegno del pittore Napoleone Parisani, uno tra i componenti di spicco tra gli artisti che componevano il gruppo conosciuto con il nome “I XXV della Campagna Romana”. L’interno della chiesa (si trova in cattivo stato di conservazione) è un vero gioiello artistico per la ricchezza e per l’alta qualità degli affreschi alle pareti, in cui sono raffigurati elementi geometrici movimentati da scodelle maiolicate, pentacoli e foglie di edera.
Predominano i colori: azzurro, rosa, verde e giallo. Un vero gioiello artistico è il piccolo altare di marmo, arricchito da minuscoli e raffinati mosaici policromi. Le pitture, i mosaici, l’intero arredo sono opera di Napoleone Parisani, che nell'eseguire gli affreschi e i mosaici ha volutamente lasciato chiari simboli della Massoneria, quali la croce del tipo templare. Sopra l'altare era posto un trittico realizzato dal Parisani, che ora si trova conservato nel castello di Prossedi, raffigurante la Madonna con il Bambino con ai lati Sant'Agostino e San Placido. Il trittico è realizzato ad olio su tavola ed è abbastanza grande. Il Parisani nel realizzare quest’opera si ispirò all'iconografia classica del Rinascimento italiano.

### Architetture civili
Il Palazzo Baronale
Il Palazzo Gabrielli di Prossedi domina con la sua grandiosità Piazza Umberto I. Sulla sua storia si hanno poche notizie. Il fabbricato è stato innalzato su quello di modeste dimensioni appartenuto alla famiglia Massimo e precedentemente ai conti di Ceccano. Una volta acquistato dai Gabrielli, questi lo ampliarono conferendogli dignità principesca secondo lo stile barocco-rococò in voga nel XVIII secolo.
Palazzo delle Carceri
Il palazzo, immediatamente all'interno della cinta muraria del centro storico cittadino di fronte alla porta Principale, fu costruito nel 1807 su commissione del principe Pietro Gabrielli, e deve il nome ai locali sotterranei, un tempo utilizzati come carcere.
Fontana dei Papi
In un sito poco distante dall'ingresso del paese, lungo la vecchia strada Marittima si trova la monumentale Fontana dei Papi. La fonatan fu edificata nel 1727 dal marchese Livio De Carolis, che l'anno precedente aveva acquistato il feudo di Prossedi dalla famiglia Altieri.

### Altro
Monumento ai Caduti
I prossedani nella Grande Guerra pagarono il loro tributo di sangue lasciando sul campo di battaglia giovani vite ricordate sull’artistico Monumento ai caduti. Nel 1919 la giunta comunale di Prossedi deliberò l’erezione di una memoria marmorea ai caduti e dopo la sottoscrizione pubblica, ne integrò i fondi. Il monumento fu inaugurato nel terzo anniversario della Vittoria, il 4 novembre 1922. L’autore, Corrado Betta, progettò un’imponente stele decorata a rilievo sormontata da un’aquila bronzea ad ali spiegate, con gli artigli poggiati su una base semicircolare su cui è inciso il motto “frangar non flectar” (mi spezzerò ma non mi piegherò).
Alla sommità della stele in travertino vennero scolpite all’interno di medaglioni in rilievo le parole: “Amore”, “Fede”, “Patria”, “Lavoro”. Il rigore compositivo del bronzo e della stele che lo sorregge sono un capolavoro di armonia e sobrietà. Di gusto decisamente decò il monumento denuncia la provenienza torinese dell’artista, che studiò all’accademia Albertina di Torino con Leonardo Bistolfi. Dopo la seconda guerra mondiale vennero aggiunte due lapidi commemorative alla base della stele e in data 6 dicembre 2003 è stata posta una terza lapide a ricordo dei Carabinieri caduti durante l’attentato di Nassiriya
Orologio Pubblico
Elemento caratteristico del borgo prossedano è la Porta Principale di accesso al centro storico sovrastato dal grande orologio pubblico. L’attuale struttura della Porta risale al periodo nel quale Prossedi era tra i possedimenti dei Gabrielli. Essa si affaccia sul lato sud-est del paese in corrispondenza di Piazza Umberto I.
L'arco di accesso, in pietra bugnata è inquadrato da quattro lesene e sovrastato da una cornice sulla quale s'imposta un elemento di raccordo in cui è inserita una scritta (S.P.Q.P, vale a dire Senatus PopolusQue Proxedanus), chiusa lateralmente dal proseguimento delle lesene, tale elemento fa da base ad un altro corpo in muratura, di ampiezza minore, dove è inserito l'orologio; a concludere la struttura è posta una di coronamento. Sin dall'antichità, la sua funzione era quella di regolare la vita dei cittadini. L'attuale struttura dell'orologio risale al 1899.
Fu costruito dalla ditta Federico Uccelli di Milano e costò 880 Lire. La compera del nuovo orologio è andata a sostituire quello bisecolare che non era più in grado di funzionare e che meritava di essere rimpiazzato anche perché essendo esposto sulla piazza pubblica era diventato il mito dei viaggiatori forestieri che passano sull'adiacente via. Oggi l'orologio è funzionante grazie ad un sistema computerizzato acquistato nel 1987. Nei tempi antichi, quando era l'orologio pubblico a regolare la vita cittadina, esisteva la figura del regolatore dell'orologio incaricato del suo corretto funzionamento. Nella parte retrostante l'orologio, quella verso piazza del Plebiscito, è presente il quadrante di un vecchio orologio meccanico.

## Società

### Evoluzione demografica
Abitanti censiti

## Economia
A livello economico, Prossedi è ricco di coltivazioni ad ortaggi, oliveti, vigneti. Il territorio è per di più collinare e montuoso, L'unica zona pianeggiante è quella dove emerge il fiume Amaseno e qualche altra sorgente. L'ambiente prossedano si caratterizza per lo svolgimento di una vita estremamente tranquilla.
Di seguito la tabella storica elaborata dall'Istat a tema Unità locali, intesa come numero di imprese attive, ed addetti, intesi come numero addetti delle unità locali delle imprese attive (valori medi annui).
|          | 2015                  |                              |                            |                |                       |                     | 2014                  |                | 2013                  |                |
| -------- | --------------------- | ---------------------------- | -------------------------- | -------------- | --------------------- | ------------------- | --------------------- | -------------- | --------------------- | -------------- |
|          | Numero imprese attive | % Provinciale Imprese attive | % Regionale Imprese attive | Numero addetti | % Provinciale Addetti | % Regionale Addetti | Numero imprese attive | Numero addetti | Numero imprese attive | Numero addetti |
| Prossedi | 64                    | 0,16%                        | 0,01%                      | 191            | 0,16%                 | 0,01%               | 61                    | 176            | 63                    | 168            |
| Latina   | 39.304                |                              | 8,43%                      | 122.198        |                       | 7,75%               | 39.446                | 120.897        | 39.915                | 123.310        |
| Lazio    | 455.591               |                              |                            | 1.539.359      |                       |                     | 457.686               | 1.510.459      | 464.094               | 1.525.471      |

Nel 2015 le 64 imprese operanti nel territorio comunale, che rappresentavano lo 0,16% del totale provinciale (39.304 imprese attive), hanno occupato 191 addetti, lo 0,16% del dato provinciale (122.198 addetti); in media, ogni impresa nel 2015 ha occupato poco meno di tre persone (2,98).

### Turismo
Prossedi ha ricevuto la Bandiera Arancione, il certificato di eccellenza turistico-ambientale che il Touring Club Italiano assegna alle piccole località dell'entroterra italiano.

## Amministrazione
Nel 1934 passa dalla provincia di Roma, alla nuova provincia di Littoria, costituita dal governo fascista dell'epoca.
| Periodo        | Periodo        | Primo cittadino    | Partito                           | Carica  | Note |
| -------------- | -------------- | ------------------ | --------------------------------- | ------- | ---- |
| 5 giugno 1985  | 16 giugno 1990 | Roberto Passarelli | DC                                | Sindaco |      |
| 16 giugno 1990 | 23 aprile 1995 | Roberto Passarelli | PLI                               | Sindaco |      |
| 23 aprile 1995 | 13 giugno 1999 | Franco Solli       | PPI                               | Sindaco |      |
| 13 giugno 1999 | 12 giugno 2004 | Franco Solli       | Udeur                             | Sindaco |      |
| 12 giugno 2004 | 7 giugno 2009  | Franco Greco       | UDC                               | Sindaco |      |
| 7 giugno 2009  | 26 maggio 2014 | Franco Greco       | UDC                               | Sindaco |      |
| 26 maggio 2014 | 27 maggio 2019 | Angelo Pincivero   | UDC                               | Sindaco |      |
| 27 maggio 2019 | 9 giugno 2024  | Angelo Pincivero   | lista civica Insieme per Prossedi | Sindaco |      |
| 9 giugno 2024  | in carica      | Angelo Pincivero   | lista civica Insieme per Prossedi | Sindaco |      |

### Altre informazioni amministrative
- Fa parte della comunità montana dei Monti Lepini Ausoni.